# Згніле-Блото
Згніле-Блото (пол. Zgniłe Błoto) — село в Польщі, у гміні Александрув-Лодзький Згерського повіту Лодзинського воєводства.
Населення — 108 осіб (2011).

## Демографія
Демографічна структура станом на 31 березня 2011 року:
|          | Загалом | Допрацездатний вік | Працездатний вік | Постпрацездатний вік |
| -------- | ------- | ------------------ | ---------------- | -------------------- |
| Чоловіки | 57      | 10                 | 43               | 4                    |
| Жінки    | 51      | 12                 | 26               | 13                   |
| Разом    | 108     | 22                 | 69               | 17                   |